# San Antonio Spurs 1993-1994
La stagione 1993-94 dei San Antonio Spurs fu la 18ª nella NBA per la franchigia.
I San Antonio Spurs arrivarono secondi nella Midwest Division della Western Conference con un record di 55-27. Nei play-off persero al primo turno con gli Utah Jazz (3-1).

## Risultati
| Squadra                | V  | P  | %    | GB |
| ---------------------- | -- | -- | ---- | -- |
| Houston Rockets C      | 58 | 24 | 70,7 | -  |
| San Antonio Spurs      | 55 | 27 | 67,1 | 3  |
| Utah Jazz              | 53 | 29 | 64,6 | 5  |
| Denver Nuggets         | 42 | 40 | 51,2 | 16 |
| Minnesota Timberwolves | 20 | 62 | 24,4 | 38 |
| Dallas Mavericks       | 13 | 69 | 15,9 | 45 |

## Roster
| N° | Naz.                   | Ruolo | Sportivo        | Anno | Alt. | Peso |
| -- | ---------------------- | ----- | --------------- | ---- | ---- | ---- |
| 3  | Stati Uniti (bandiera) | GA    | Dale Ellis      | 1960 | 201  | 93   |
| 7  | Stati Uniti (bandiera) | A     | J.R. Reid       | 1968 | 206  | 112  |
| 10 | Stati Uniti (bandiera) | A     | Dennis Rodman   | 1961 | 201  | 95   |
| 15 | Stati Uniti (bandiera) | G     | Vinny Del Negro | 1966 | 193  | 84   |
| 20 | Stati Uniti (bandiera) | G     | Chris Whitney   | 1971 | 183  | 76   |
| 21 | Stati Uniti (bandiera) | G     | Sleepy Floyd    | 1960 | 191  | 75   |
| 24 | Stati Uniti (bandiera) | G     | Lloyd Daniels   | 1966 | 201  | 93   |
| 32 | Stati Uniti (bandiera) | G     | Negele Knight   | 1967 | 185  | 79   |
| 34 | Stati Uniti (bandiera) | A     | Terry Cummings  | 1961 | 206  | 100  |
| 35 | Stati Uniti (bandiera) | AC    | Antoine Carr    | 1961 | 206  | 102  |
| 40 | Stati Uniti (bandiera) | GA    | Willie Anderson | 1967 | 201  | 86   |
| 50 | Stati Uniti (bandiera) | C     | David Robinson  | 1965 | 216  | 107  |
| 52 | Stati Uniti (bandiera) | C     | Chuck Nevitt    | 1959 | 226  | 98   |
| 54 | Stati Uniti (bandiera) | AC    | Jack Haley      | 1964 | 208  | 109  |

## Staff tecnico
- Allenatore: John Lucas
- Vice-allenatori: Ron Adams, George Gervin, Tom Thibodeau, Ed Manning
- Preparatore atletico: John Andersen